# Archiprezbiterat Baixo Mondego
Archiprezbiterat Baixo Mondego − jeden z 10 wikariatów diecezji Coimbra, składający się z 24 parafii:
- Parafia w Abrunheira
- Parafia w Alfarelos
- Parafia w Brunhós
- Parafia w Gesteira
- Parafia w Granja do Ulmeiro
- Parafia w Samuel
- Parafia w Soure
- Parafia w Tapéus
- Parafia w Verride
- Parafia w Vila Nova de Anços
- Parafia w Vila Nova da Barca
- Parafia w Vinha da Rainha
- Parafia w Arazede
- Parafia w Carapinheira
- Parafia w Gatões
- Parafia w Lamarosa
- Parafia w Liceia
- Parafia w Meãs do Campo
- Parafia w Montemor-o-Velho
- Parafia w Reveles
- Parafia w São Martinho de Árvore
- Parafia w Seixo de Gatões
- Parafia w Tentúgal
- Parafia w Ereira (Reitoria)